# Flavodoksinski sklop
Flavodoksinski sklop je često α/β proteinsko savijanje. Jedini motiv zastupljen u većoj meri je TIM barel. Ovaj sklop ima tri sloja, dva α-heliksna sloja spolja i petolančanu paralelnu β-ravan u sredini.